# Torsten Wasastjerna

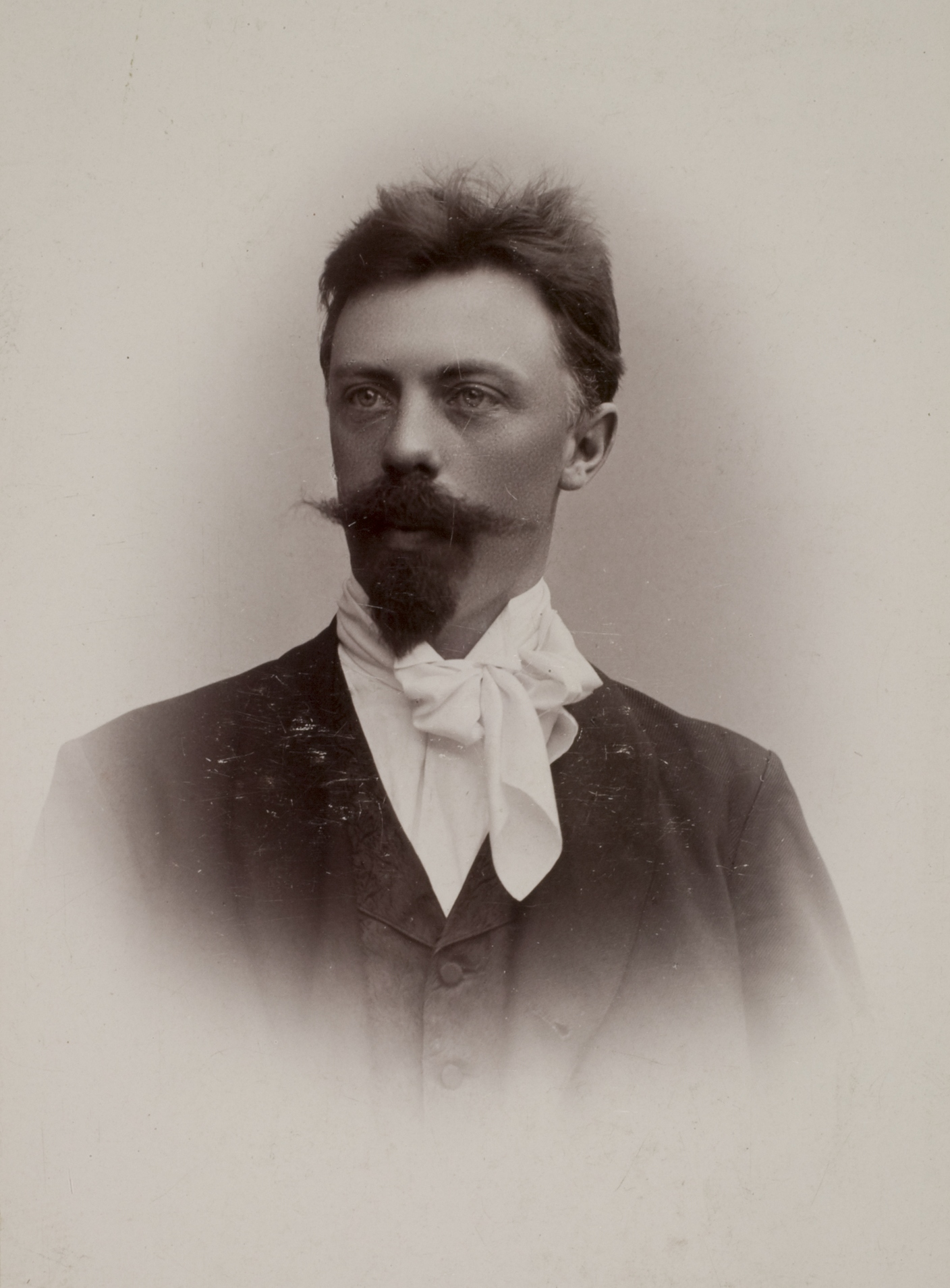
Torsten Wasastjerna (vor 1900)

Torsten Gideon Wasastjerna (* 17. Dezember 1863 in Helsinki; † 1. Juli 1924 ebenda) war ein finnischer Maler.

## Leben
Wasastjerna wurde als Sohn des Juristen Edvin Gideon Wasastjerna und seiner Frau Rudolfina Charlotta Barck geboren. Von 1879 bis 1885 besuchte er die Zeichenschule des Finnischen Kunstvereins, von 1883 bis 1885 die Universität Helsinki und 1885 die Kunstschule Helsinki. Dann ging er nach Düsseldorf, um an der Kunstakademie Düsseldorf zu studieren. In der Studienzeit zwischen 1885 und 1888 waren dort Hugo Crola, Peter Janssen der Ältere, Adolf Schill, Eduard von Gebhardt und Julius Roeting seine Lehrer. Seit der Düsseldorfer Zeit war er mit Victor Westerholm befreundet. Mit ihm reiste er 1888 mit einem Stipendium des finnischen Staates nach Paris. 1888/90 und 1892 studierte er an der Académie Julian, unter anderem bei Henri Lucien Doucet (1856–1895) und Jean-Joseph Benjamin-Constant. 1890 erhielt er den 2. Preis, 1891 den 1. Preis im Wettbewerb des Finnischen Kunstvereins, den seit 1858 jährlich verliehenen sogenannten „Dukatenpreis“.
Verheiratet war er mit Aleksandra Maria, geborene Prästén (1879–1948), mit der er drei Töchter hatte. Außer als Maler war er als lyrischer und dramatischer Schriftsteller tätig.

## Schriften (Auswahl)
- Dröm och värklighet. Helsingfors 1896
- Om namnets invärkan på personligheten (Über den Einfluss des Namens auf die Persönlichkeit). W. Hagelstam 1896; Helsinki 1899
- Konstens vänner och fiender : tankar och åsikter i konstfrågor : konstnärer, kritiker och konstvänner samt den „stackars föraktade stora allmänheten“ tillägnade. Söderström 1902
- Spökåsen: lyriskt-romantiskt-satiriskt poem. Helios, Helsingfors 1906
- Dikter. Helsingfors 1907
- Hortense eller Hans excellens och hans nièce : en skildring på vers. Söderström 1907
- Fågel Fenix: Skådespel i tre akter i bunden och obunden form, med musik. 1916

## Werke (Auswahl)

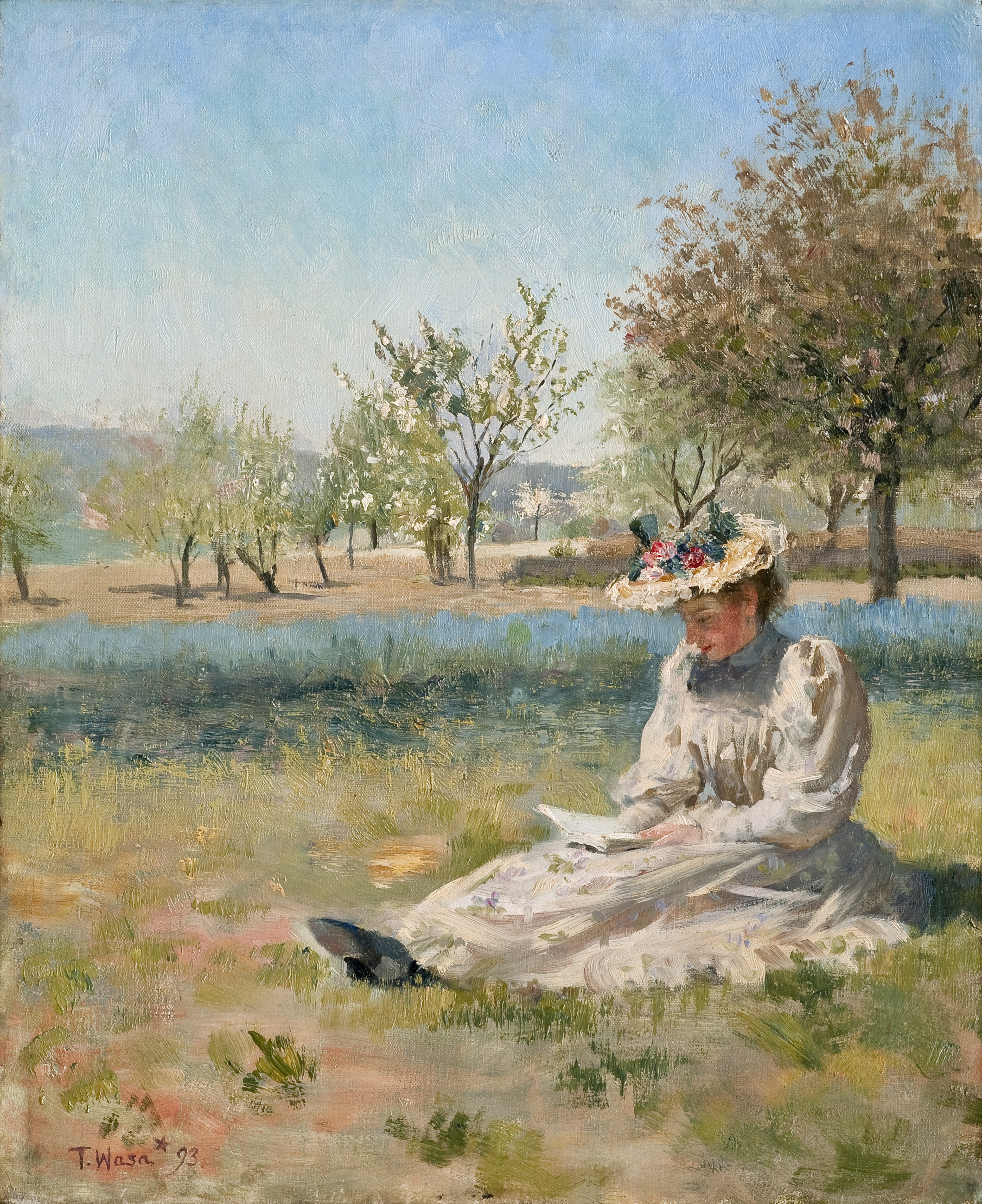
Frau im Garten, 1893

Wasastjerna schuf figürliche Kompositionen und vor allem Landschaftsmalerei. In den 1890er Jahren vollzog seine Malerei einen Übergang zum Impressionismus. Auch symbolistische Gemälde und andere Werke mit fantastischen Motiven gehörten zu seinem Schaffen. Werke befinden sich unter anderem im Ateneum und im Stadtmuseum Helsinki sowie im Kunstmuseum Hämeenlinna.
- Strand, 1880
- Interieur (Sisäkuva Rudolfina Wasastjernan kodista), 1889; Öl/Lwd., 49,50 × 45,50 cm: Helsinki, Finnische Nationalgalerie Ateneum (Abb.: http://kokoelmat.fng.fi/app?si=A+III+2043)
- Silittäjättär (Büglerinnen), 1889: Helsinki, Finnische Nationalgalerie Ateneum (Abb.: Wennervirta, 1934, Nr. 132)
- Luxembourgin puistosta (Im Luxembourg-Park), 1890
- Place de la Concorde, 1890
- Die Eisbahn im nördlichen Hafen von Helsinki, 1890; Gouache: Helsinki, Stadtmuseum (Farbabb.: Pam Meecham (Hrsg.): A Companion to Modern Art. John Wiley & Sons Inc. 2018, S. 377)
- Frau im Garten, 1893
- Segelboot, Öl/L., 19 × 16 cm (Kunsthandel)
- Frühlingsblumen, Öl/Holz, 28 × 17 cm (Kunsthandel)

## Gedächtnisausstellung
- Torsten Wasastjerna. Minnesutstallning Muistonayttely. Helsinki 1925